# 克里斯蒂娜·科森蒂诺
克里斯蒂娜·科森蒂诺（西班牙語：Cristina Cosentino，1997年12月22日—），阿根廷女子曲棍球运动员。她曾代表阿根廷国家队参加2024年夏季奥林匹克运动会女子曲棍球比赛，获得一枚铜牌。